# Barsauma
Barsauma o Barsuma (ܒܪ ܨܘܡܐ Barṣawmā; ... – 491) è stato un vescovo siriaco, metropolita di Nisibi della Chiesa d'Oriente; fu promotore del sinodo di Beth Lapat, che convocò e presiedette nel 484.

## Biografia
Barsauma era stato prima allievo e poi docente alla Scuola di Edessa, dove il suo méntore era stato Iba, vescovo di Edessa. Barsauma venne scomunicato, assieme a Iba e ad altri religiosi, per aver appoggiato gli insegnamenti dei nestoriani, che erano stati dichiarati eretici al Primo concilio di Efeso nel 431. Anche se Iba venne assolto dall'accusa di eresia, al Concilio di Calcedonia del 451, dopo la sua morte, avvenuta nel 457, i suoi collaboratori si ritrovarono espulsi una seconda volta. Barsauma e altri seguaci di Iba si trasferirono nell'impero sassanide (Persia), dove la chiesa locale si era dichiarata indipendente dalla Chiesa di Antiochia.
Barsauma divenne vescovo metropolita di Nisibi, una delle cinque grandi arcidiocesi della Chiesa d'Oriente. Divenne molto apprezzato dal re Pērōz I (459-484), che gli affidò incarichi diplomatici presso corti straniere. Grazie ai molteplici viaggi che effettuò, Barsauma apprese il persiano e il greco. Barsauma fece ombra a Babowai, catholicos di Seleucia-Ctesifonte (la prima tra le arcidiocesi della Chiesa d'Oriente), che re Pērōz considerava un traditore poiché manteneva la comunione con le chiese greca e latina. Nel tempo le relazioni tra Barsauma e Babowai si andarono deteriorando e sfociarono in un conflitto sulla questione del matrimonio dei vescovi. Barsauma convocò nel 484 un sinodo di vescovi dissidenti allo scopo di rovesciare Babowai. Il sinodo di Beth Lapat votò la deposizione del primate, che portò alla sua condanna a morte per ordine di re Peroz.
Nello stesso anno morì Peroz I. Il suo successore non lo sostenne, preferendo appoggiare la candidatura del più moderato Acacio al vertice della Chiesa d'Oriente (485). Anche se non venne elevato alla carica di Catholicos, dalla sede metropolitana di Nisibi Barsauma sostenne leggi pro-persiane, contro le fazioni filo-romane, e promosse una teologia vicina al nestorianesimo. Nel mese di agosto 485 si tenne un sinodo a Beth Edraï (nei pressi di Ninive), in cui Barsauma e Acacio si riconciliarono e accettarono di incontrarsi di nuovo per risolvere le questioni in sospeso.
L'anno seguente Acacio convocò un concilio generale a Ctesifonte, al quale Barsauma non partecipò, dove venne deciso di approvare gli insegnamenti di Teodoro di Mopsuestia come dottrina ufficiale e il matrimonio di tutti i sacerdoti. Durante questo periodo, il monofisismo si diffuse in tutta la sua arcidiocesi e Barsauma dovette affrontare l'ostilità di molti cristiani. Utilizzando le sue capacità diplomatiche, negoziò con Acacio al fine di mantenere il proprio titolo.
Dopo la chiusura forzata della Scuola di Edessa (489), su imposizione dell'imperatore bizantino Zenone, Barsauma rifondò la Scuola di Nisibi, che divenne il principale centro dei nestoriani in Oriente.
Barsauma morì nel 491; secondo Barebreo fu ucciso da un monaco di Tur Abdin; il suo monumento funebre fu collocato nella chiesa di Mar Jacob a Nisibi.